# Phoceana acadiana
Phoceana acadiana är en mossdjursart som beskrevs av Lagaaij 1963. Phoceana acadiana ingår i släktet Phoceana och familjen Phoceanidae.
Artens utbredningsområde är Mexikanska golfen. Inga underarter finns listade i Catalogue of Life.